# Margaret Ruthven Lang
Margaret Ruthven Lang (Boston, Massachusetts, 27 de noviembre de 1867 a 29 de mayo de 1972) fue una pianista y compositora estadounidense, hija del también compositor Benjamin Johnson Lang.
Estudió piano bajo la dirección de su padre; violín en Boston con Schmidt y en Munich con Franz Drechsler y con Ludwig Abel; composición con Viktor Gluth y orquestación con George Whitefield Chadwick.
Compuso alrededor de 200 canciones, piezas instrumentales y varias aberturas, entre las que destacan su Dramatic overture, estrenada en Boston, y Witichis, estrenada en Chicago.